# Anidiops
Anidiops là một chi nhện trong họ Idiopidae.